# 劉全昆
劉全昆（Liu Quankun，1983年2月17日—），出生於中國，前香港職業足球員，司職防守中場。

## 球員生涯
劉全昆出身於中國超級足球聯賽球隊大連實德足球俱樂部。2003年，劉全昆加盟香港超級足球聯賽球隊傑志體育會。2008年4月30日，在旺角大球場舉行的亞洲足協盃分組賽，傑志主場對新加坡武裝部隊的比賽期間，傑志年青球員盧志軒突然暈倒，劉全昆除下球衣為其潑涼，卻遭球證出示第二面黃牌趕出場。亞洲足球協會其後認為球證誤判，不但撤銷第二面黃牌，會長賓哈曼更於吉隆坡總部親自接見劉全昆，表揚其行為。2015年2月2日，中國超級足球聯賽球隊哈爾濱毅騰足球俱樂部宣佈成功羅致劉全昆。

## 國際賽生涯
於2006年至2013年度，劉全昆6次代表香港足球代表隊參賽。劉全昆首次參與國際賽為2006年2月1日，在嘉士伯盃中對陣克羅地亞。 

## 外部連結
- 香港足球總會網頁球員註冊資料 （页面存档备份，存于）